# Tal Silberstein
Tal Silberstein (* 13. Oktober 1969, amtlich auch Tal Zylbersztejn; hebräisch טל זילברשטיין) ist ein israelischer Politikberater und Unternehmer sowie einer der Gründer und Geschäftsführer des Unternehmens GCS Issue Management Ltd. in Israel. Das Unternehmen wurde am 21. Februar 2017 aufgelöst. Die Gründung eines GCS-Büros in Wien durch Stan Greenberg, James Carville und Bob Shrum mit Silberstein als Leiter wurde auf Grund der Niederlage der SPÖ bei der Nationalratswahl in Österreich 2002 nicht weiter verfolgt.
In Österreich ist nach ihm die Silberstein-Affäre benannt, ein konzertiertes politisches Dirty Campaigning während der Nationalratswahl in Österreich 2017 durch die den Bundeskanzler stellende Sozialdemokratische Partei Österreichs (SPÖ), gemeinsam mit von ihr beauftragten, für diese Wahlkampfmethode bekannten Politikberatern unter der Führung von Silberstein. Nach der Silberstein-Affäre bekundete er, dass ihn das politische Beratungsgeschäft nicht mehr interessiere.

## Leben
Silberstein hat ein Studium des Industrial Engineering an der Universität Tel Aviv absolviert. Seine Diplomarbeit (2004) ist im israelischen Bibliothekskatalog ULI, der sämtliche akademischen Bibliotheken des Landes erfasst, verzeichnet. Sie beschäftigt sich mit der Rolle der israelischen Soldaten in der israelischen Literatur. Darüber hinaus publizierte Silberstein 2009 eine Abhandlung zu einem ähnlichen Thema.
Auf frühen Versionen der Homepage von GCS Issue Management Ltd. wird Silberstein als vom israelischen Präsidenten ausgezeichnetes Mitglied der Special Forces genannt.
Politisch engagierte sich Silberstein erstmals über die Friedensbewegung Dor Schalem Doresch Schalom (Eine ganze Generation fordert Frieden) nach der Ermordung von Jitzchak Rabin für die Umsetzung der Osloer Friedensverträge. Seit  2006 ist er mit Natalie Silberstein verheiratet.

## Tätigkeit
Im US-amerikanischen Dokumentarfilm Der gelenkte Präsident erläuterte Silberstein die Methodik von Negativkampagnen am Beispiel des bolivianischen Wahlkampfes im Jahr 2002, wo er als Berater den Kandidaten und damaligen Präsidenten Gonzalo Sánchez de Lozada unterstützte::

„In Krisenzeiten wie diesen suchen Menschen nach Hoffnung. Viele von ihnen – mit Ausnahme Ihrer Anhänger – wenden sich dem neuen Kandidaten zu. Wir können dieses Gefühl nicht so stehen lassen. Wir müssen die Dynamik ändern. Wir müssen Negativkampagnen gegen ihn starten. Wir müssen ihn von einem sauberen in einen schmutzigen Kandidaten verwandeln. Das ist unsere Aufgabe. [...] Alles, was du tust, darf in keiner Weise mit uns in Verbindung gebracht werden.“

Silberstein hat unter anderem die früheren Ministerpräsidenten von Israel Ehud Barak, Ehud Olmert und andere sowie Julija Tymoschenko, Ex-Regierungschefin der Ukraine, beraten. Er war auch langjähriger Berater des rumänischen Ex-Regierungschefs Călin Popescu-Tăriceanu, des früheren rumänischen Staatschefs Traian Băsescu während dessen Amtszeit als Oberbürgermeister von Bukarest, des Premierministers Adrian Năstase sowie für den Ex-Premier Victor Ponta.
In den Wahlkämpfen der SPÖ ab 2001 war er Berater für Michael Häupl, Alfred Gusenbauer, Werner Faymann und Christian Kern, bis diese Zusammenarbeit am 14. August 2017 beendet wurde, wenige Stunden nachdem Silberstein wegen des länger bestehenden Verdachts auf Geldwäsche und Betrug in Israel vorübergehend festgenommen worden war.

### Österreichische Lotterien
Mit der Silberstein zuzurechnenden maltesischen Fondsgesellschaft Novia Fund Management Limited und Alfred Gusenbauer als nicht geschäftsführendem Direktor wollte Silberstein in das von den Österreichischen Lotterien betriebene Geschäft mit Video-Lottery-Terminals investieren. Nachdem die Casinos-Gruppe im April 2015 aus den Verhandlungen ausgestiegen war, klagte Silberstein. Man einigte sich auf einen Vergleich und bezahlte ihm 250.000 €.

### Holzindustrie
Silberstein wurde auf Grund seiner Expertise in Rumänien als Berater für die Holzindustrie Schweighofer GmbH, die mit illegalem Holzeinschlag in Osteuropa in Verbindung gebracht wurde, engagiert. Sein Beratervertrag wurde von März bis Dezember 2017 mit einem Honorar von 35.000 € monatlich abgeschlossen. Der Vertrag wurde mit Ende September 2017 gelöst weil Silberstein „die vereinbarten Leistungen nicht mehr erbringen könne.“

### Landtags- und Gemeinderatswahl in Wien 2015
Die NEOS beriet Silberstein bei der Landtags- und Gemeinderatswahl in Wien 2015 kostenlos, was für Überraschung sorgte.

### Nationalratswahlkampf in Österreich 2017
Silberstein war bis zu seiner Verhaftung am 14. August 2017 in Israel wegen des Verdachts der Bestechung, Urkundenfälschung und Geldwäsche als Wahlkampfberater der SPÖ tätig. Nach seiner Verhaftung drangen umfangreiche interne SPÖ-Wahlkampfunterlagen an die Öffentlichkeit, die den weiteren Wahlkampf bestimmten und Sachthemen in den Hintergrund rückten.
Im Kern der Affäre wurde versucht, die auf „enorm hohem Niveau liegenden Beliebtheitswerte“ von Außenminister Sebastian Kurz (ÖVP), der als aussichtsreichster Kandidat für das Amt des Bundeskanzlers galt, ins Gegenteil zu verwandeln. Dazu wurden unter falscher Urheberschaft die anonymen Facebook-Seiten Wir für Sebastian Kurz und Die Wahrheit über Sebastian Kurz geführt. Die Seite Die Wahrheit über Sebastian Kurz suggerierte eine Urheberschaft durch politisch weit rechts stehende, FPÖ-nahe Kräfte und bediente teils rassistische, antisemitische und fremdenfeindliche Schemata. Damit sollte sowohl Kurz als auch der Freiheitlichen Partei Österreichs geschadet werden. Die vorgebliche Pro-Kurz-Seite Wir für Sebastian Kurz brachte die ÖVP in Erklärungsnotstand, weil dort Umfragen veröffentlicht wurden, ob Österreich es sich „gefallen lassen“ soll, dass NGOs angeblich drohten, „zigtausende Migranten“ aus Italien ins Land zu bringen, und ob der Brennerpass geschlossen werden solle. Die Seite wurde auch vom Generalsekretär der Wiener Caritas, Klaus Schwertner, als authentisch empfunden. Schwertner entschuldigte sich später für seine Kritik an Kurz. Erst nach Bekanntwerden der Beteiligung von Silberstein wurden die inkriminierten Facebook-Seiten vom Netz genommen und trat der SPÖ-Bundesgeschäftsführer und Wahlkampfmanager Georg Niedermühlbichler zurück.
Bundeskanzler Kern bestritt, von den Vorgängen gewusst zu haben. Kanzleramtsminister Thomas Drozda bemühte sich darum, dass der in Israel unter Hausarrest stehende Silberstein Interviews in österreichischen Zeitungen geben solle. Silberstein bestätigte, dass Kern nichts von seinen gemeinsamen Aktivitäten mit dem österreichischen Politikberater Peter Puller gewusst und der in Verdacht der Beteiligung geratene SPÖ-Wahlkampfmanager Paul Pöchhacker nur informelle Inhalte geliefert hatte. Tatsächlich hatte Pöchhacker nach der Verhaftung Silbersteins Puller angewiesen, dass die Seiten vorerst online bleiben sollen da man sonst die Verbindung zu Silberstein sofort sehen würde. Pöchhacker wurde daraufhin suspendiert.
Die Silberstein-Affäre zwang die SPÖ, ihre Vereinbarungen mit Silberstein offenzulegen. Die Honorare beliefen sich auf insgesamt 536.000 Euro, wobei Silberstein angab, ohne Wissen der SPÖ unter 100.000 Euro für den Betrieb der Facebook-Seiten aus eigener Tasche bezahlt zu haben.  Die SPÖ behielt sich rechtliche Schritte gegen Silberstein, Puller und Pöchhacker vor. Im Februar 2018 erklärte die SPÖ, eine Rückforderung von Silberstein sei zu teuer und rechtlich aussichtslos. Pöchhacker sei mittlerweile einvernehmlich aus der Bundespartei ausgeschieden. Seit April 2018 ist Pöchacker mit seiner Firma wieder für die SPÖ tätig.
Die beiden Journalisten, die die Silberstein-Affäre aufgedeckt hatten, wurden Mitte Oktober 2017 darauf aufmerksam gemacht, dass sie beschattet würden. Das Wiener Landesamts für Verfassungsschutz verfolgt Hinweise auf eine israelische Security-Firma.

## Strafverfahren
Ab 13. Januar 2017 wurde in Rumänien ein Verfahren gegen Tal Silberstein, den Milliardär Beny Steinmetz und zahlreiche andere Angeklagte geführt, weil dem Staat bei einem Immobiliengeschäft ein Schaden von 145 Millionen Euro, nach anderer Quelle 160 Millionen, entstanden sein soll. Mit der Vorlage der Anklageschrift im Mai 2016 forderte die Nationale Antikorruptionsbehörde die Verhängung der Untersuchungshaft in Abwesenheit über Silberstein, Steinmetz und einen dritten Angeklagten weil sich diese dem Verfahren entzogen hatten. Laut Recherchen der Presse wurde der Haftbefehl in Rumänien aber abgelehnt. Silberstein und Steinmetz wurden freigesprochen. Das Oberste Gericht in Rumänien hat den israelischen Unternehmer am 17. Dezember 2020 nach einem jahrelangen Prozess um Grundstückschiebereien in Abwesenheit rechtskräftig zu fünf Jahren Haft verurteilt.
Die israelische Polizei hat am Morgen des 14. August 2017 in einer groß angelegten Razzia fünf Personen festgenommen, neben Silberstein unter anderem Beny Steinmetz und den amtierenden Chef des Telekommunikationsunternehmens Bezeq, David Granot, wegen des Verdachts der Geldwäsche in Milliardenhöhe, der Bestechung, der Urkundenfälschung und anderem. Laut dem rumänischen Sender Antena 3 soll Silberstein den Präsidenten von Guinea bestochen haben, von dem Steinmetz und Silberstein eine milliardenschwere Diamantenmine erhalten haben sollen.